# Christoffer Richter
Christoffer Richter, född 1664, död efter 1708, var en svensk guldsmed. 
Han var son till Fredrik Richter. Bland hans bevarade arbeten märks en vinkanna för Tyresö kyrka och en vinkanna som ingår i Nordiska museets samling.